# Esteve Pharmaceuticals
Die Esteve Pharmaceuticals GmbH ist ein globales Spezialpharmaunternehmen mit Hauptsitz in Barcelona (Spanien), das Humanarzneimittel produziert und vermarktet.
Die Produktpalette umfasst vor allem verschreibungspflichtige Arzneimittel zur supportiven und palliativen Behandlung im onkologischen Bereich, Tuberkulosemedikamente, sowie Präparate zur Behandlung von Infektions- und Hautkrankheiten.

## Geschichte
Die Ursprünge des Konzerns gehen auf das 1910 auf der Insel Riems gegründete Friedrich-Loeffler-Institut zurück. Neben der Forschungstätigkeit des Instituts widmete sich dieses – zunehmend ab der Einbindung in das Kombinat Veterinärimpfstoffe 1985 – der Produktion von tiermedizinischen Impfstoffen.
Im Jahr 1990 wurde die Produktion des Friedrich-Loeffler-Institutes ausgelagert. Sie firmierte fortan unter Riemser Tierarzneimittel. 1992 wurde Riemser privatisiert und an Norbert Braun und seine Frau Dagmar Braun verkauft. 1996 entstand ein Vertriebszentrum in Riemserort, 1997 wurde das Unternehmen in Riemser Arzneimittel umbenannt und mehrere Arzneimittelzulassungen von Akzo Nobel, GlaxoSmithKline, Johnson & Johnson, Knoll, Solvay und Wyeth erworben. Neben dem Veterinärbereich orientierte man sich an Nahrungsergänzungsmitteln und pharmazeutischen Produkten.
2000 wurde das Leipziger Arzneimittelwerk gekauft. Seit 2001 war Riemser eine Aktiengesellschaft (Riemser Arzneimittel AG). 2002 übernahm Riemser Pharma Dessau und Bioglan Pharma. Später folgten die Rösch AG (2003), Fatol Arzneimittel (2006), Bionic Solution Management (2006), Rentschler Pharma (2008) (umbenannt in Riemser Specialty Production) und 2008 der Zahntechnikbereich der Curasan AG.
Norbert Braun, Vorstandsvorsitzender von Riemser, übergab 2009 die Leitung an Michael Mehler.
2010 erfolgte der Kauf des Antiinfektivaportfolios von Grünenthal. 2011 wurde das Veterinärgeschäft der Riemser an Ecuphar aus Belgien veräußert. Im selben Jahr wurde Beatrice von Buchwaldt zum neuen Finanzvorstand des Unternehmens bestellt. Darüber hinaus kam es zu einer Lizenzvereinbarung mit Helsinn Healthcare über die Vermarktungsrechte in Deutschland für eine Festdosiskombination, die Netupitant und Palonosetron enthält.
2012 kaufte Riemser die internationalen Rechte eines Bisphosphonates für die Krebstherapie von Hoffmann-La Roche und beteiligte sich an Anwerina.
2013 übernahm Curasan explizit einen Großteil des Bereichs „Oral Regenerative Medicine“ von Riemser, die Prange Gruppe übernahm im gleichen Jahr das Leipziger Arzneimittelwerk.
Gesellschafter des Konzerns ist seit 2012 die Beteiligungsgesellschaft AXA Private Equity. Seit dem 30. September 2013 firmiert AXA Private Equity als unabhängiges Beteiligungsunternehmen unter dem Namen Ardian. Seit dem 1. Dezember 2012 ist Riemser wieder eine Gesellschaft mit beschränkter Haftung unter der Firma Riemser Pharma GmbH. Riemser ist international tätig.
2020 wurde Riemser (vormals Insel Riems in Mecklenburg-Vorpommern), vom spanischen Pharma-Hersteller Esteve übernommen. 2021 wurde im Zuge der Übernahme der Unternehmensname von Riemser Pharma GmbH auf Esteve Pharmaceuticals GmbH geändert.